# Misiones (departamento)
Misiones é um departamento do Paraguai. Sua capital é a cidade de San Juan Bautista.

## Distritos
O departamento se divide em 10 distritos:
- Ayolas
- San Ignacio
- San Juan Bautista
- San Miguel
- San Patricio
- Santa María
- Santa Rosa
- Santiago
- Villa Florida
- Yabebyry